# Pipistrellus adamsi
Pipistrellus adamsi é uma espécie de morcego da família Vespertilionidae. Endêmica da Austrália.